# Villa Hidalgo (Durango)
Villa Hidalgo es una ciudad y cabecera municipal del estado mexicano de Durango. Es cabecera del municipio del mismo nombre. En 2010, la ciudad tenía una población de 614 habitantes. 

## Historia

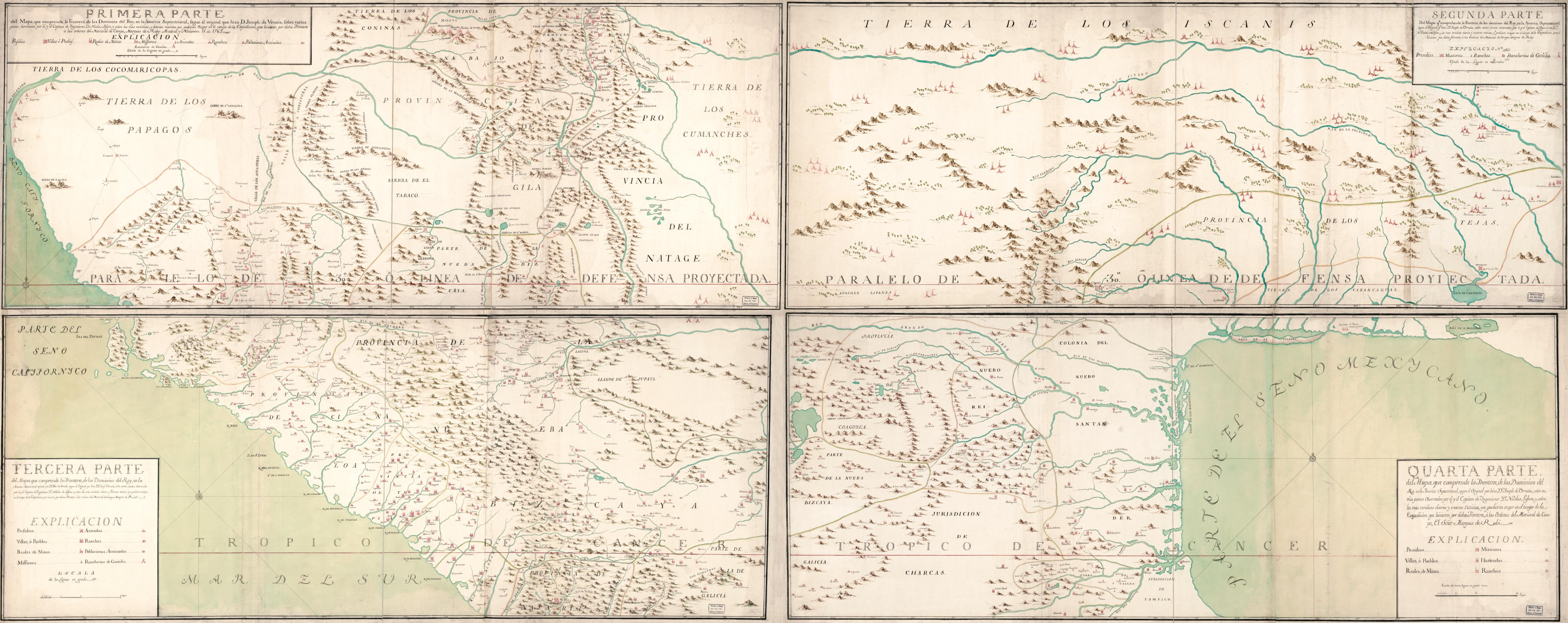
Mapa de José de Urrutia y de las Casas de 1769 mostrando el Camino Real de los Texas y el Camino Real Tierra Adentro, entre otros. US Library of Congress.

La población tiene su origen en el presidio de época novohispana de San Miguel de Cerro Gordo. Fue establecido inicialmente en 1646 por mandato del gobernador Luis de Valdez y Rejano para respaldo de las minas de Hidalgo del Parral, en una época en la que los presidios fueron numerosos y efímeros. Se consolidó en la defensa ante los indios del Bolsón de Mapimí. Sin embargo, la revuelta Pueblo en Santa Fe de Nuevo México de 1680 unida a la de los Tobosos de 1683 supuso la puesta en marcha en Nueva Vizcaya de una estrategia de presidios equidistantes y con dotación suficiente. Así, se organizó el cordón defensivo de los presidios de Conchos, Cuéncame, San Pedro Gallo y Cerro Gordo. La guarnición debía prestar socorro y servir de escolta de personas, recuas y ganado a lo largo del Camino Real de Tierra Adentro.  : 20 Para 1701 contaba con una guarnición de 23 soldados, siendo el menor de Nueva Vizcaya. Éstos desempeñaban oficios como carpintero o sastre y además, se dedicaban a la agricultura y la ganadería, asegurando la autosuficiencia del presidio y la población asentada junto a él. En 1711 se fundó el presidio de Mapimí con hombres procedentes de los cuatro presidios.Tras la expedición del III marqués de Rubí de 1767 que supuso el cierre de presidios y misiones, éste perduró. Sin embargo, las necesidades de refuerzo de la frontera del Septentrión del Reglamento e instrucción para los presidios que se han de formar en la línea de frontera de la Nueva España, resuelto por el rey nuestro señor en cédula de 10 de septiembre de 1772 supuso el traslado del presidio al norte, con su guarnición, personal adjunto y familiares al presidio de San Carlos a orillas del río Grande (actual Manuel Benavides, Chiuahua).Tras el desmantelamiento del presidio, sus edificios pasaron a uso civil.
La iglesia de San Miguel Arcángel en la localidad data del siglo XVIII, época en la que el sacerdote se trasladaba desde Nombre de Dios para oficiar las misas. Se reformó en 1852.